# Kusaly
Kusaly (románul Coșeiu) falu Romániában Szilágy megyében. 

## Fekvése
Zilahtól 20 km-re északnyugatra fekszik. 

## Története

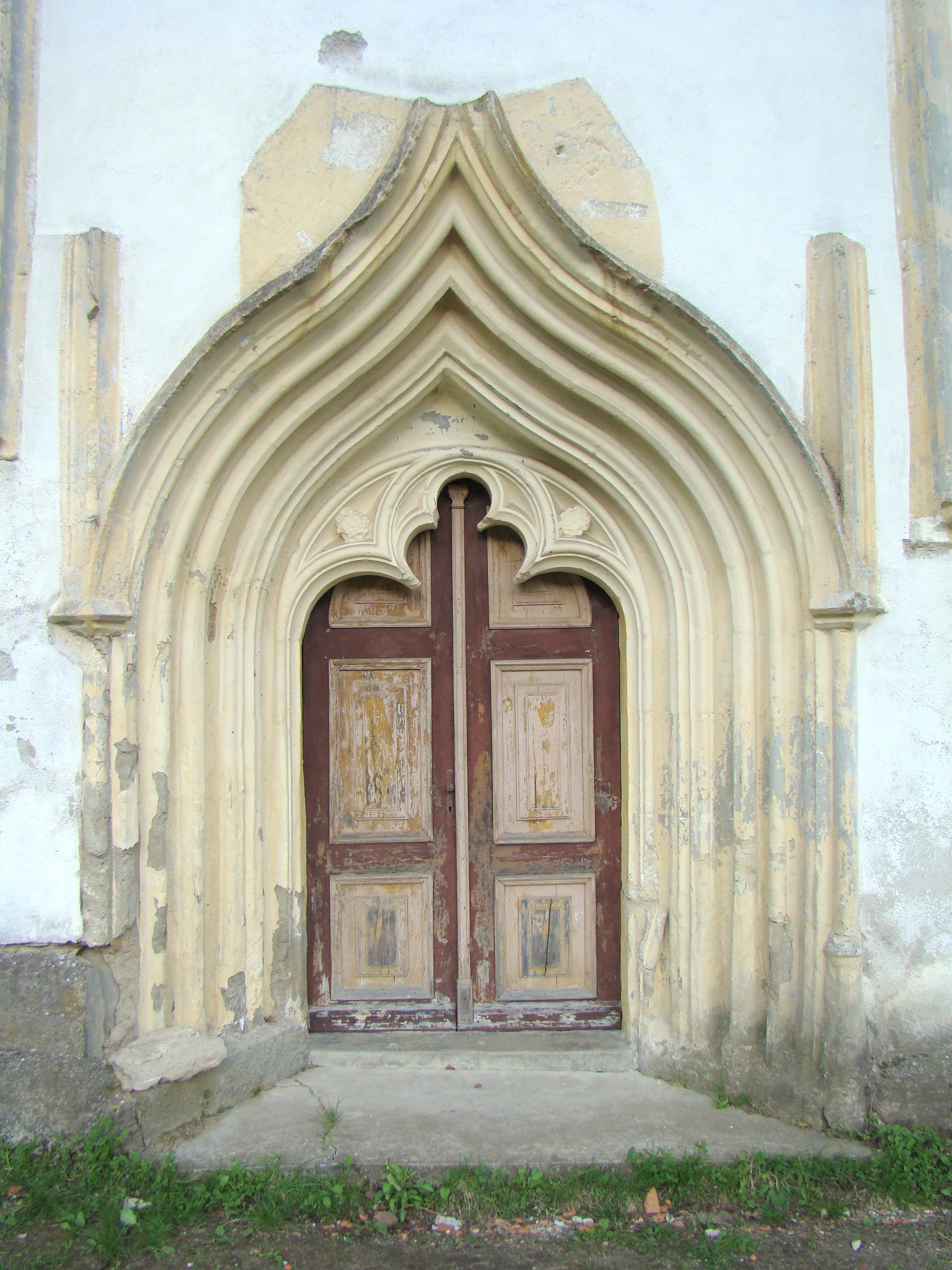
A kusalyi református templom bejárata

1345-ben említik először az oklevelek Kusal néven. 1432-ben Kwsal, 1450-ben Kwssal, 1505-ben Kwssaly, 1549-ben Kwsaly, 1591-ben Kusalj, Kussally, Kusaj, 1805-ben Kusai változatban írták nevét. 
Kusaly a Jakcsi család ősi birtoka volt, előnevét is innen vette. A kusalyi Jakcsok korán felemelkedtek, magas hivatalokat töltöttek be az elkövetkező évszázadokban. Így Jakcs, utódai közül - kitől a család neve eredt - György 1400-ban királyi főtárnokmester lett, egy másik utóda Mihály 1414 és 1428 között, majd 1437-ben is erdélyi vajda, majd a székelyek ispánja volt. 1444-ben Jackh Mihály szintén erdélyi vajda,
A család tagjai több megyében is birtokot szereztek, s magas hivatalokat töltöttek be: így Szilágy vármegyén kívül Szatmár, Szabolcs és Bereg vármegyékben is. Így például Jakcsi László 1430-ban Szatmár vármegye főispánja. 1526-ban Kusalyi Jackh Mihály részt vett Bereg vármegye követeként a Rákosi országgyűlésen.
A család neve az oklevelekben 1345-ben tűnik fel először, s a település melletti hegytetőn az 1700–1800-as években váruk nyoma is látható volt.
1365-ben I. Lajos király Jakcsi mester, udvari katona (M. Jakchy miles aulae nostrae) kérésére átírta az 1353-ban Budán Jakcsi mester és fiai György, István, László és András oklevelét, melyben megengedi nekik, hogy szolnokvármegyei Kusaly birtokuk területén (Kusal in c. de Zonuk) vásárt tartsanak. A vásár helye a régen Erked Vásármező nevű területen volt.
1635-ben II. Rákóczi György fejedelem adományoz Kusalyban egy részbirtokot Serédi István Kraszna megyei főispánnak, a birtok és kúria előbb a hűtlenné vált Szénási Mihályé, a mezei hadak kapitányáé volt.
1701. április 19-én I. Lipót király a kusalyi részbirtokot Serédi Péter bárónak adományozta.
1910-ben 811, többségben román lakosa volt, jelentős magyar 
kisebbséggel. 
A trianoni békeszerződésig Szilágy vármegye Zilahi járásához tartozott. 
1992-ben társközségeivel együtt 1409 lakosából 721 román, 672 magyar és 16 cigány volt.
2011-re megfordultak az arányok, a község népessége 1198 fő, melyből magyar 613, román 574.

## Nevezetességek
- Református temploma - A legrégebbi templomok közül való.[2]
- Görögkatolikus kőtemploma - Anyakönyvet 1824-től vezetnek.
- Ilosvai Selymes Péter a Toldi 16. századi szerzője itt volt iskolamester.